# Persis Khambatta
Persis Khambatta, född 2 oktober 1948 i Bombay, död 18 augusti 1998 i Bombay, var en indisk modell, skådespelerska och författare. Hon var mest känd för sin roll som Löjtnant Ilia i Star Trek-filmen från 1979.

## Tidigt liv
Persis Khambatta föddes i ett Parsiskt mellanklasshem i dåvarande Bombay. Hennes far lämnade familjen när hon var 2 år gammal. Hennes berömmelse började när några nonchalant tagna foton av henne användes i en framgångsrik annonskampanj för tvål. Detta ledde senare till att hon blev en fotomodell. Hon deltog i och vann sedermera tävlingen Femina Miss India år 1965. Hon blev den andra vinnaren av den tävlingen och den tredje indiska kvinnan att delta i skönhetstävlingen Miss Universum. Vid Femina Miss India vann hon även delpriset Miss Photogenic.

## Karriär
Khambatta fann sig i annonser för det populära tvålmärket Bexona vid 13 års ålder, redan då på väg att bli en framgångsrik modell. Som vinnare av Femina Miss India deltog hon vid 17 års ålder i Miss Universum 1965 iklädd plagg som inköpts i sista minuten före tävlingen. Hon blev modell för företag som Air India, Revlon och Garden Varelli.
Khambatta debuterade i Bollywood i den K.A. Abbas-regisserade Bambai Raat Ki Bahon Mein år 1967, i rollen som kabaretsångerskan Lily som sjunger filmens titelspår. Hon gjorde mindre rollframträdanden i Conduct Unbecoming och The Wilby Conspiracy från 1975. Hon hade sedan en kort filmkarriär som inkluderade hennes roll som gjort henne mest känd - den som the flintskalliga Deltanska navigatören, Löjtnan Ilia in den första Star Trek-långfilmen från 1979. Hon hade ursprungligen kontrakterats för 5 års arbete på en ny TV-serie, men blev lycklig när det blev en film istället, även om hon förstod att hon gått miste om 5 års säkert arbete. Khambatta blev den första Indiern att dela ut en Oscarsstayett i Oscarsgalan 1980. Hon nominerades för en Saturn Award för bästa skådespelerska för hennes roll i Star Trek. Detta ledde senare till roller i filmer som Nighthawks 1981, Megaforce 1982, Warrior of the Lost World 1983 och She-Wolves of the Wasteland 1988. Hon övervägdes för titelrollen i James Bond-filmen Octopussy från 1983, men förlorade slutligen rollen till Maud Adams.
Khambatta skadades allvarligt i en bilolycka i Tyskland 1980 från vilken hon fick ett stort ärr på huvudet. 1983 fick hon genomgå en hjärtoperation med By-pass. Hon återvände till Bombay år 1985 och deltog i den Hindiska TV-serien Shingora. Kort därefter återvände Khambatta till Hollywood och gjorde gästframträdanden i TV-serier såsom Mike Hammer och MacGyver. 1997 skrev och publicerade hon en coffee table book kallad Pride of India, i vilken flera Femina Miss India-vinnare fanns. Boken tillägnades Moder Teresa och en del av intäkterna gick till Missionaries of Charity. Hennes sista framträdande var som ordförande i Congress of Nations i pilotavsnittet av TV-serien Lois and Clark: The New Adventures of Superman år 1993.

## Död
Khambatta fördes till Bombays Marine Hospital år 1998 med bröstsmärtor. Hon avled av en hjärtinfarkt den 18 augusti 1998, endast 49 år gammal. Hon begravdes i Bombay redan nästa dag.